# Project Reality
Project Reality (プロジェクト・リアリティ) は、BattleField2を戦術的なチームプレイと協力ができ、現実的な戦闘環境なものに作り変えるMod開発プロジェクトおよび、その他のMod開発プロジェクトの名称である。PRと略されることが多い。一番初めにリリースされたProject Reality:BF2はリリースから20年が経つ2025年現在でも定期的なアップデートがなされている。別シリーズとしてProject Reality:ARMA2及びProject Reality:ARMA3が存在していたが、Project Reality: ARMA2は2013年、Project Reality: ARMA3は2014年に開発中止となっている。
Project Realityの続編として、同ゲームの開発者によって開発されたSquadが 2015年12月15日にリリースされた。

## Project Reality: BF2

### 概要
Project Reality:BF2とはBattlefield2のmodである。PRまたはPRBF2と略されることが多い。一番初めのバージョンであるPR mini-modは、2005年にリリースされ現在でも定期的に更新されており、2015年にはスタンドアローン化された。

### ゲームプレイ
バトルフィールド2のシステムとは対照的に、分隊員は死亡しても分隊長からリスポーンことはできない。代わりにForward Operating Bases (FOB) と呼ばれるゲーム内建築物を建設すること、または分隊長だけが要請できるRally point (RP) を置くことでそこからリスポーンできる。FOBを建築するには、プレイヤーは補給トラックや輸送ヘリが運べる補給物資が必要である。FOBを建築したあと、さらに補給物資があるのならその周辺に土嚢や対空兵器、陣営によっては有刺鉄線や対車両兵器などを建築することができる。
Project Realityではより現実的な戦闘環境を作り出すために体力設定が歩兵、車両、航空機共にシビアなものになっており、弾が近くを通るだけでも視界が霞む。これはBF3の制圧効果を先取りしたものであり、その効果はより強力なものとなっている。

### ゲームモード
Project Realityには6つのゲームモードがある。それらのうち4つはバトルフィールド2のコンクエストのように旗を占領していくものだが、特定の順番でしか旗を占領することはできない。
Assault And Secure (AAS)
Battlefield2のコンクエストのように歩兵、車両、航空機を交えてマップ上の旗を取り合う戦いになる。
Vehicle Warfare (VW)
AASとは違い歩兵の兵科が制限されており、車両や航空機に重点を置いてマップ上の旗を取り合って戦闘することになる。
Skirmish
歩兵のみで旗を巡り小規模な戦闘をすることになる。それに伴いマップもAASやVWより範囲が狭くなっている。
Command and Control (CoC)
チームに1つだけFOBが建てる事ができ、FOBが破壊されると徐々にチケットが減少するゲームモードである。
Insurgency (INS)
現代の 非対称戦を再現しており、正規軍側は武装勢力が防衛する武器庫 (cache) を破壊することが目的である。情報ポイントが貯まればマップ上にcacheの大まかな位置が表示されるが、情報ポイントは正規軍が敵チームのプレイヤーを倒すか市民を逮捕することで手に入る。しかし、いくつかの武装勢力側で登場する市民を倒してしまうと情報ポイントは減少する。武装勢力はいくつかのcacheを守らなければならない。武装勢力にはFOBの代わりにhideoutを建設できるものがあり、これには補給物資は必要ない。また武装勢力はチケットが無限であるが、その代わり正規軍は強力な車両や建築物などを有している。
Co-Operative (COOP)
このゲームモードでは、プレイヤーはAIに混じってAASをプレイすることができる。

### 兵科
バトルフィールド2では兵科は7つであったが、Project Realityでは倍以上となっている。兵科ごとに役割が決められており、中にはチームで一つしか要請できないような重要なものもある。
Standard (STD) キットとAlternative (ALT) キットで装備が違っていることがあり、武器が変わるものや、サイトの倍率が変わるものがある。
ここでは各兵科の役割や装備について述べる。()内は読み。
OFFICER (オフィサー)
分隊長か司令官のみが要請できるキットである。特徴としては拳銃、双眼鏡 (正規軍側ではレーザー照準器)、ラジオ (武装勢力では携帯電話)、カラースモークを持っている。
ANTI-TANK (アンチタンク)
ゲーム内表記ではANTI-TANKだが、HAT (ハット) と呼ばれることが多い。ベトナ戦争時代のHATは威力が低いものが多いが、現代のものは正規軍、武装勢力問わず強力なものが多い。HATが持つ対戦車火器では大きく分けて誘導HATと無誘導HATがある。
SNIPER (スナイパー)
その名のとおり高い倍率スコープがついたスナイパーライフルを持った兵科である。
SPOTTER (スポッター)
大体がOFFICERキットと同じ装備だが、違うのは拳銃がシャベルに、グレネードがフックになっている点である。
ANTI-AIRCRAFT (アンチエアークラフト)
ゲーム内表記ではANTI-AIRCRAFTだが、AA (エーエー) と略されることが多い。設置式のAAと区別するため、設置式AAをStatic AA、KitのAAをHandheld AAと呼ぶことがある。ミサイルは近接信管によって作動するため、無印のように直撃はせずとも至近で爆発すれば航空機にダメージを与えることができる。
COMBAT ENGINEER (コンバットエンジニア)
リペアキットや対戦車地雷、通常のものより大きいLarge C4を有しているのが特徴で、後方の破壊工作向きである。いくつかの武装勢力では感圧式地雷を持っていることもある。リペアキットはトラックやジープなどを修理することができるが、航空機や装甲車などは修理することができない。また地雷も除去可能である。
AUTOMATIC RIFLEMAN (オートマチックライフルマン)
ゲーム内表記ではAUTOMATIC RIFLEMANだが、AR (エーアール) と呼ばれることが多い。軽機関銃を持った兵科で、バイポッド (二脚) を展開することにより非常に小さな反動で射撃可能である。
MACHINE GUNNER (マシンガンナー)
ゲーム内表記ではMACHIN GUNNERだが、MG (エムジー) と呼ばれることが多い。ARとの違いとしては、軽機関銃の口径が大きくなっていたり、装弾数が多くなっていることである。またバイポッドを常に展開しているものが多く、制圧力と引き換えに不意の遭遇戦に弱くなっている。
RIFLEMAN (ライフルマン)
弾薬補給ができる兵科である。建設した対戦車ミサイルや重機関銃などに弾を補給するにはこの兵科が持つ弾薬箱が必要である。
MEDIC (メディック)
他の兵科よりもスモークや止血剤を多く持っており、医療キットで回復、EPIPEN (第二次大戦、ベトナム戦争では Syringe) によって蘇生が可能である。
BREACHER (ブリーチャー)
時限式のC4を持つ兵科で、FOBなどを破壊する際に効果的である。また回収可能なフックを使うことで壁を乗り越えることができる。この兵科のショットガンで武装勢力の市民を射殺しても逮捕扱いになる。
RIFLEMAN AT (ライフルマンエーティー)
ゲーム内表記ではRIFLEMAN ATだが、対戦車火器と兵科ともにLAT (ラット) と呼ばれることが多い。HATよりは対戦車火器の威力は劣る。ALTキットでは威力が下がる代わりに弾数が増えたりするものがある。
RIFLEMAN AP (ライフルマンエーピー)
点火式の対人地雷を所持している。
GRENADIER (グレネーダー)
グレネードランチャーを装備している兵科で、主に対人擲弾、煙幕弾を発射することができる。フランス軍のGRENADIERは対人榴弾が少ない代わりに、装甲車に対してLAT並みのダメージを誇る対戦車小銃擲弾を発射可能である。ベトナム戦争時代のものは散弾を発射可能なものがある。
MARKSMAN (マークスマン)
マークスマンライフルを所持しているものや、ただ小銃にバイポッドをつけたものなどさまざまである。SNIPERキットのスナイパーライフルよりもレティクルの収縮が早く、速射できることが特徴である。
CREWMAN (クルーマン)
折りたたみ式の小銃かサブマシンガンを持った兵科である。装備は貧弱だが、装甲車や戦車を操縦する際には必須の兵科である。
PILOT (パイロット)
武器は拳銃のみ、航空機に乗る際に必須の兵科である。
CIVILIAN (シビリアン)
いわゆる市民で、特定の武装勢力がINSでのみ使用可能である。KITとして要請することはできず、武装勢力でキットを落とした後特定の条件を満たすことで市民になることができる。市民になった状態で倒されてもデスこそ入るものの、正規軍の情報ポイントを減少させることができる。条件を満たさずキットを落としただけの状態で倒される、または市民であっても近接攻撃で倒されるかBREACHERのショットガンで倒されると逮捕扱いになり、普通に倒されるよりも多くの情報ポイントが正規軍にわたってしまう。

### 陣営
Project Reality:BF2では時代によって装備が違うものも含めると以下の21の陣営があり、さらなる陣営が現在開発中である。
- 正規軍
  - アメリカ陸軍 (現代とベトナム戦争時代の二つの時代で登場)
  - アメリカ海兵隊 (現代とベトナム戦争時代の二つの時代で登場)
  - アルゼンチン軍
  - イギリス陸軍
  - イスラエル国防軍
  - オランダ陸軍
  - カナダ軍
  - 中国人民解放軍
  - 中東連合 (MEC)(BF2の架空の軍隊)
  - ドイツ連邦軍
  - フランス軍
  - ベトナム人民軍 (ベトナム戦争時代)
  - ポーランド共和国軍
  - ロシア連邦軍
- 非正規軍
  - アフリカ解放戦線
  - イラク反政府武装勢力
  - 自由シリア軍
  - タリバン
  - チェチェン武装勢力
  - ハマス (HAMAS)
  - 民間軍事会社

### Mini-mod
PR:WW2
第二次世界大戦時を時代背景としたModである。現在はProject Reality:BF2に組み込まれており、多くのマップが存在する。
PR:Vietnam
ベトナム戦争時を時代背景としたModである。現在はProject Reality:BF2に組み込まれており、多くのマップが存在する。
PR:Falklands
フォークランド紛争をモチーフにされたModである。現在はProject Reality:BF2に組み込まれており、アルゼンチン軍vsイギリス軍でフォークランド紛争を再現した戦いができる。

## Project Reality: ARMA

### 概要
Project Reality:ARMAとは、Project Reality:ARMA2及びProject Reality:ARMA3というARMA2とARMA3のmod開発プロジェクトのことである。
Project Reality:ARMA 2 v0.1 BETAは2011年9月2日にリリースされ、2013年3月1日には0.16バージョンがリリースされたが、このアップデートではProject Reality:ARMA2の開発中止と、Project Reality:ARMA3の構想が発表された。
しかしながら2014年12月21日、Project Reality:ARMA3の開発中止の発表がなされた。
現在はProject Reality:ARMA3のソースコードが配布されているのみである。